# 樂譜渦螺
樂譜渦螺是海螺的一個物种，屬於涡螺科渦螺屬的海洋腹足纲软体动物。

## 分布
该物种分布于哥伦比亚和委内瑞拉的加勒比海大陆沿岸，以及西印度群岛的以下岛屿或国家：多米尼加共和国、波多黎各、维尔京群岛、圣卢西亚、巴巴多斯、圣文森特和格林纳丁斯、格林纳达、特立尼达和多巴哥。  

## 生命周期
胚胎发育成能自由游动的浮游海洋幼体（担轮幼虫），随后发育成幼年面盘幼体。